# Dacaotan
Dacaotan är en köping i nordvästra Kina. Den ligger i Zhang härad i staden Dingxi i provinsen Gansu, omkring 150 kilometer söder om provinshuvudstaden Lanzhou. Antalet invånare är 11 430. Befolkningen består av 5 504 kvinnor och 5 926 män. Barn under 15 år utgör 19,0 %, vuxna 15-64 år 73 %, och äldre över 65 år 7,0 %.